# 越南驻华大使馆
越南社会主义共和国驻中华人民共和国大使馆，简称越南驻华大使馆，是越南社会主义共和国在中华人民共和国的最高外交代表机构。馆址位于中国北京市朝阳区建国门外光华路32号。

## 历史
1950年1月18日，越南民主共和国与中华人民共和国建交。次年在北京设立大使馆。1976年7月2日，越南民主共和国和越南南方共和国统一为越南社会主义共和国，越南民主共和国驻华大使馆和越南南方共和驻华大使馆合并为越南驻华大使馆。